# اتاق گفتگو (فیلم)
اتاق گفتگو (انگلیسی: Chatroom) فیلمی بریتانیایی در سبک کمدی است که در سال ۲۰۱۰ منتشر شد.

## موضوع فیلم
داستان درباره چند جوان است که رفتارهای زشت و ناپسند خود را در یک اتاق گفتگوی مخفی به نام اتاق «جوانان چلسی» بررسی می‌کنند و...

## بازیگران
- آرون تایلر-جانسون
- ایموجن پوتس
- هانا موری
- مگان دادز
- میشل فرلی
- افلیا لاویبوند
- ریچارد مدن
- دنیل کالویا
- جاکوب اندرسون
- نیکلاس گلیوز